# Leisurely Pedestrians, Open Topped Buses and Hansom Cabs with Trotting Horses
Leisurely Pedestrians, Open Topped Buses and Hansom Cabs with Trotting Horses (česky Neuspěchaní chodci, omnibusy s otevřenými střechami a dvoukolé drožky s klusajícími koňmi) je britský němý film z roku 1889. Režisérem je William Friese-Greene (1855–1921). Film byl natočen v Apsley Gate v londýnském Hyde Parku. Film trvá necelou minutu.
Jedná se o první film natočený v Londýně.